# Sjpion
Sjpion (russisk: Шпион) er en russisk spillefilm fra 2012 instrueret af Aleksej Andrianov.

## Medvirkende
- Danila Kozlovskij som Jegor Dorin
- Fjodor Bondartjuk som Aleksej Oktjabrskij
- Anna Tjipovskaja som Nadezjda 'Nadja'
- Viktorija Tolstoganova som Iraida Petrakovitj
- Sergej Gazarov